# Abdullah Kassim Hanga
Abdullah Kassim Hanga, född 1932, död 1969, var Zanzibars premiärminister mellan 12 januari 1964 och 27 april 1964. Han är far till den ryska journalisten, tv- och radiovärden Jelena Changa.